# بادغان بيرانشهر
بادغان بيرانشهر هي قرية في مقاطعة بيرانشهر، إيران. يقدر عدد سكانها بـ 800 نسمة بحسب إحصاء 2016.